# اسلام در اسرائیل
اسلام در اسرائیل دومین دین بزرگی است که مورد استقبال قرار گرفته‌است، براساس داده‌های دفتر مرکزی آمار اسرائیل در پایان سال ۲۰۱۸، تعداد مسلمانان اسرائیل به حدود ۱٫۵ میلیون نفر یا ۱۷٫۶٪ از کل جمعیت رسیده بود. افزایش سالانه جمعیت مسلمانان ۲٫۳٪ بود که بیشترین میزان آن در بین شهروندان اسرائیل بوده‌است. مسلمانان بین ۸۲ تا ۸۵ درصد کل شهروندان عرب در اسرائیل را تشکیل می‌دهند. از نظر قومی، اکثر مسلمانان این کشور عرب هستند. درمورد فرقه گرایی، اکثریت قریب به اتفاق مسلمانان اسرائیل اهل تسنن می‌باشند. طبق گفته‌ها اکثر آنها پیروی مکتب شافعی و به دنبال آن حنفی همراه با اقلیت کوچکی از شیعیان به ویژه افراد آواره از اعضای شبه نظامی سابق ارتش لبنان جنوبی و خانواده‌های آنها و اجتماع احمدیه که بیشتر آنها در محله کبیر شهر حیفا مستقر هستند. آنها تا دهه ۱۹۲۰ در کشور بودند و تخمین زده می‌شود تعداد آنها ۲۲۰۰ نفر باشد. طبق برخی داده‌ها تعداد آنها در سال ۲۰۱۸ حدود ۲٬۶۰۷ نفر تخمین زده شده‌است.

تقسیمات کشوری ۱. استان شمال ۲. استان حیفا ۳. استان مرکز ۴. استان تل‌آویو ۵. استان اورشلیم ۶. استان جنوب

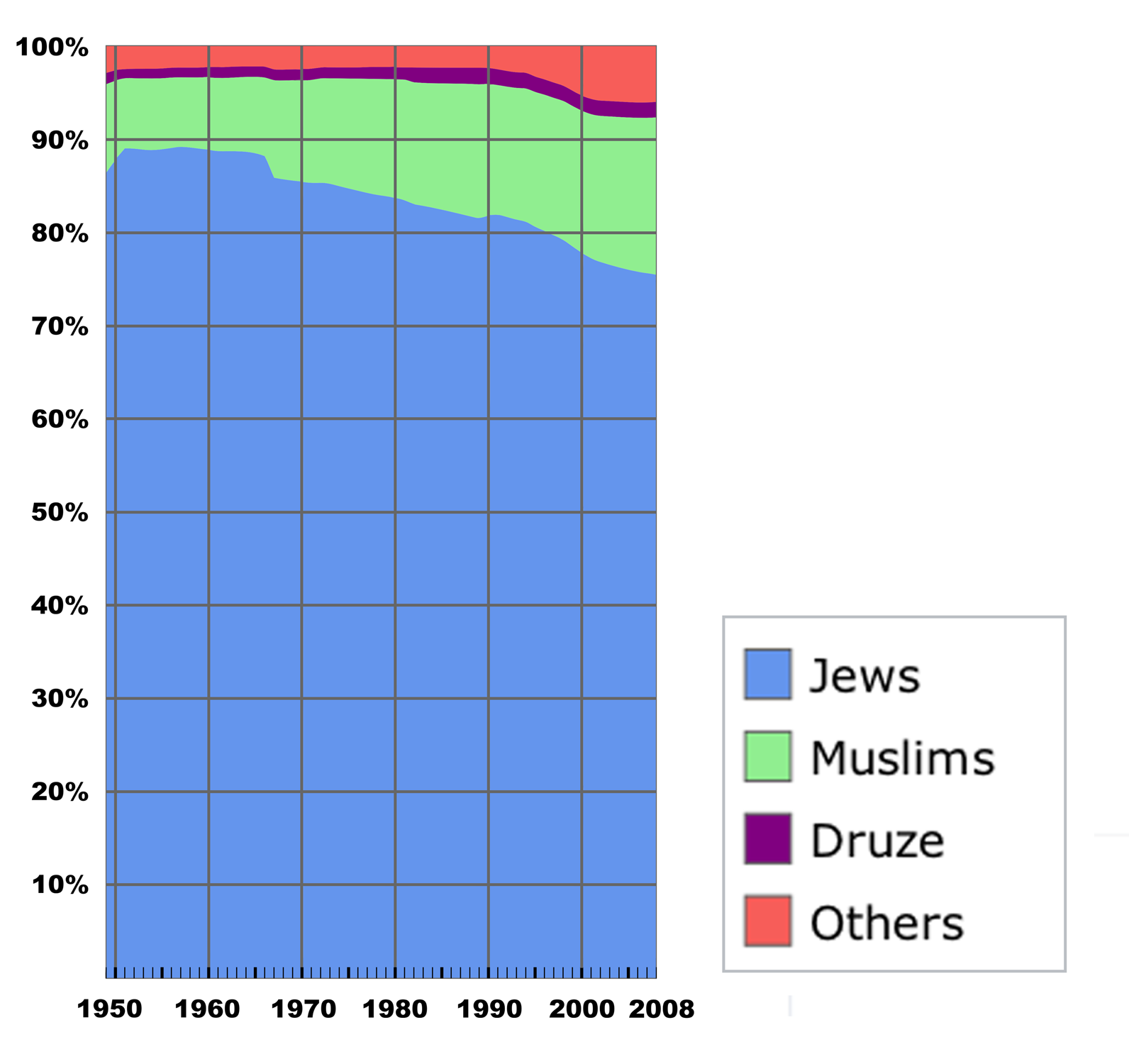
نمودار پراکندگی نژادی در اسراییل در بین سال‌های ۱۹۵۰ تا ۲۰۰۰

## پراکندگی جمعیت

توزیع جغرافیایی جمعیت مسلمان عرب زبان و غیر عرب زبان اسرائیل بر اساس منطقه آماری.

در سال ۲۰۱۷، ۳۵٫۸٪ از مسلمانان در اسرائیل در منطقه شمالی زندگی می‌کردند، در منطقه اورشلیم حدود ۲۱٫۸٪، در منطقه جنوبی حدود ۱۶٫۴٪، در منطقه حیفا حدود ۱۳٫۸٪، در منطقه مرکزی حدود ۱۱٪ و در منطقه تل آویو حدود 1.1%. در سال ۲۰۱۸، اورشلیم بزرگترین گروه‌بندی اسلامی در اسرائیل را شامل شد، و پس از آن ام‌الفام، ناصره و التبیبه. منطقه مثلث که یک منطقه جغرافیایی است و در مرزهای شرقی منطقه مرکزی و منطقه حیفا واقع شده‌است، منطقه ای با اکثریت مسلمان سنی در نظر گرفته شده‌است. مسلمانان در اسرائیل به‌طور جداگانه یا درآمیخته با مسیحیان دروزی و وحدت، به ویژه در منطقه شمالی و حیفا، با گروه‌های قابل توجه اسلامی در شهرهای رسمی آمیخته با جمعیت عمدتاً یهودی زندگی می‌کنند.
اکثریت قریب به اتفاق مسلمانان اسرائیل با میراث فرهنگی و زبانی عرب و هویت فلسطینی شناخته می‌شوند. براساس تعدادی از مطالعات، در حالی که مسلمانانی که در اسرائیل زندگی می‌کنند، عموماً مذهبی تر از یهودیان اسرائیلی هستند، نسبت به مسلمانانی که در بسیاری از کشورهای دیگر در خاورمیانه زندگی می‌کنند، کمتر مذهبی هستند.